# Рождённый свободным
«Рождённый свободным» (англ. The Colt) — драматический телефильм 2005 года режиссёра Елены Ланской. Сюжет основан на рассказе Михаила Александровича Шолохова «Жеребёнок». Премьера состоялась 6 февраля 2005 года на телеканале Hallmark Channel.

## Сюжет
Действие происходит в 1864 году во время Гражданской войны в США. Кобыла одного из солдат Первой Мичиганской кавалерии Союза Джима Рэбба родила жеребёнка, которого назвали Кольт. Вышестоящий офицер приказывает бойцу застрелить жеребёнка, потому что он может стать бременем при передвижении подразделения, но солдат видит в рождении знак надежды на победу и отказывается. Во время нападения армии Южан на лагерь жеребёнка крадут, и Джим должен рискнуть своей жизнью, чтобы его вернуть.

## В ролях
- Райан Мерриман — Джим Рэбб
- Стив Бачич — сенжант Лонгакр
- Уильям Макдональд — сержант Вудрафф
- Дарси Белшер — Конвингтон
- Скотт Хейндл — лейтенант Хаттон
- Питер Лакруа — капитан Торндейл
- Хэйг Сазерленд — Хатч
- Колби Йоханнсон — Клири
- Мэттью Карри Холмс — Стэнтон

## Награды и номинации
| Год  | Награда                              | Категория                       | Номинанты       | Результат |
| ---- | ------------------------------------ | ------------------------------- | --------------- | --------- |
| 2005 | FAIF International Film Festival     | Лучший фильм                    | Елена Ланская   | Победа    |
| 2005 | LA Femme International Film Festival | Лучший режиссёр                 | Елена Ланская   | Победа    |
| 2005 | WorldFest Houston                    | Лучший телефильм                | Елена Ланская   | Победа    |
| 2006 | Humanitas Prize                      | 90 минут                        | Стефен Хэрриган | Номинация |
| 2006 | Премия Гильдии сценаристов США       | Полная форма — лучшая адаптация | Стефен Хэрриган | Номинация |

## Отзывы
Фильм получил смешанные оценки кинокритиков. Хэл Эриксон из All Movie Guide охарактеризовал фильм как «восхитительный рассказ о неопровержимой невинности в разгар самой кровопролитной войны в Америке».